# Atios (Porriño)
Santa Eulalia de Atios es una parroquia situada en el municipio de Porriño. Según el padrón municipal de 2020, contaba con 2.287 habitantes (1.161 mujeres y 1.126 hombres), 53 menos que en 2018 . Se distribuyen en 20 entidades de población. Según el IGE, en 2014 su población era de 2.202 habitantes, siendo 1.101 hombres y 1.101 mujeres.
La parroquia, la segunda en extensión del municipio, está atravesada por el Camino Portugués del Camino de Santiago.

## Galería de imágenes

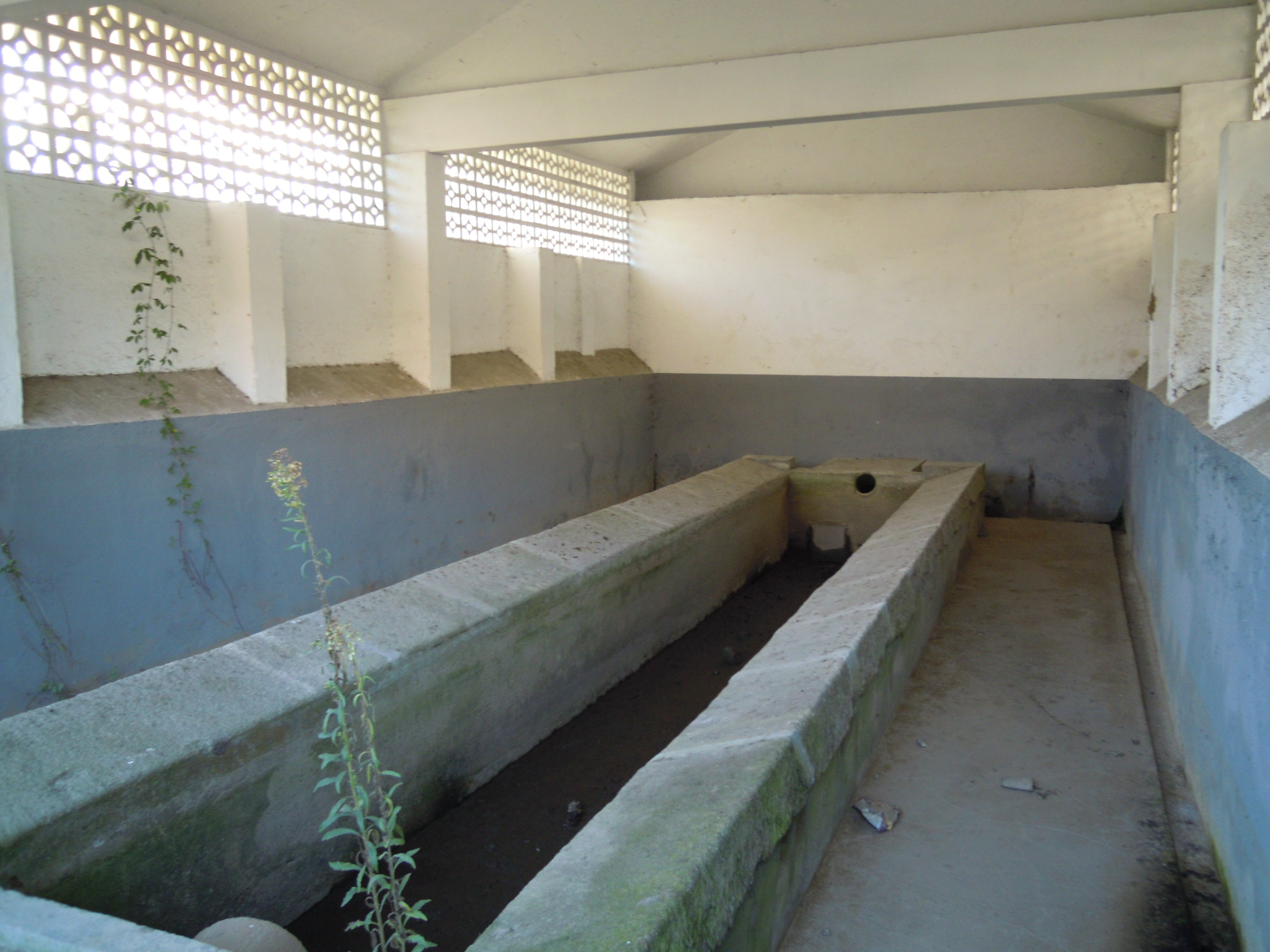
Lavadero en Pontenova.
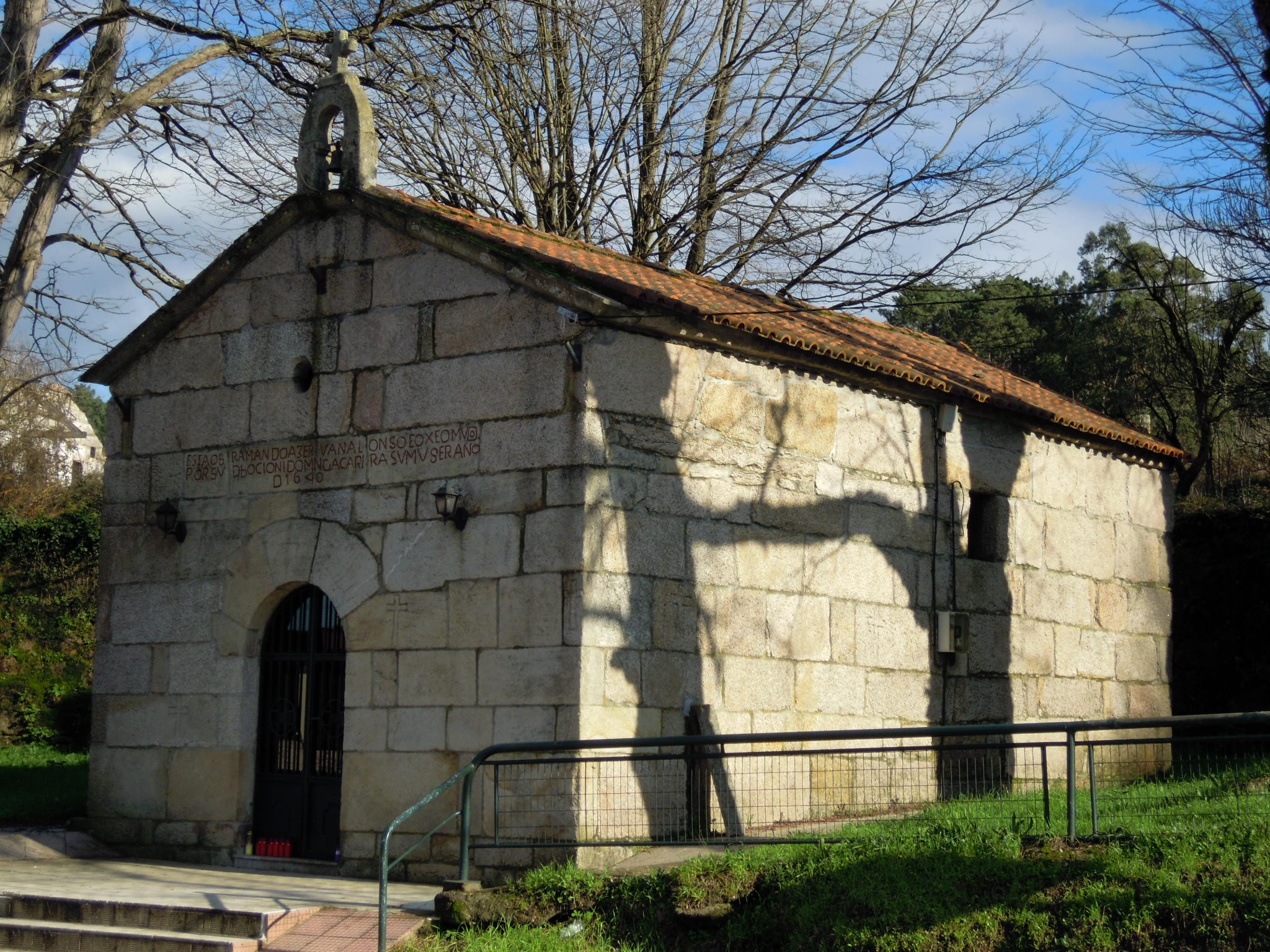
Ermita de la Virgen de la Guía.
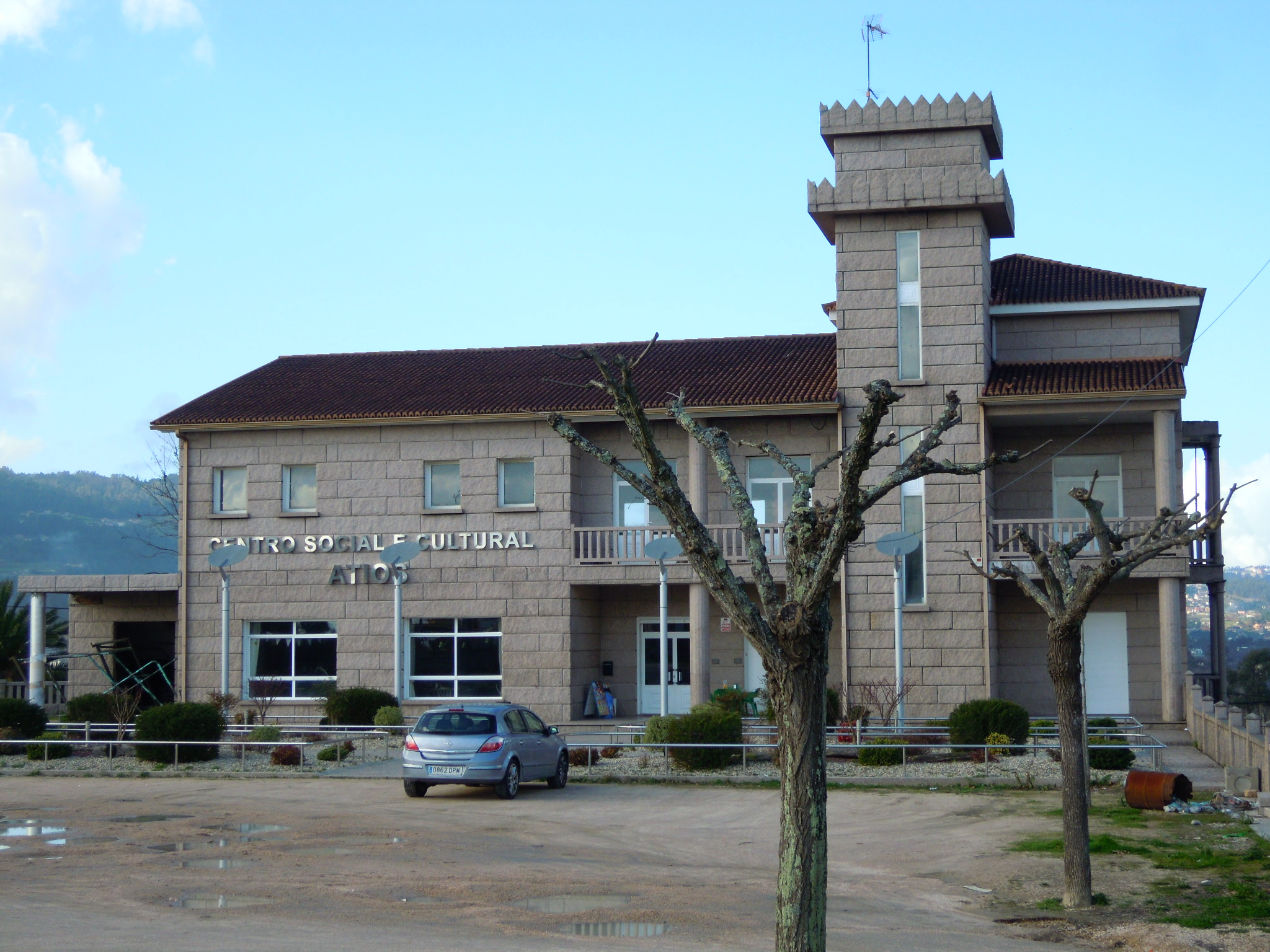
Centro social y cultural.
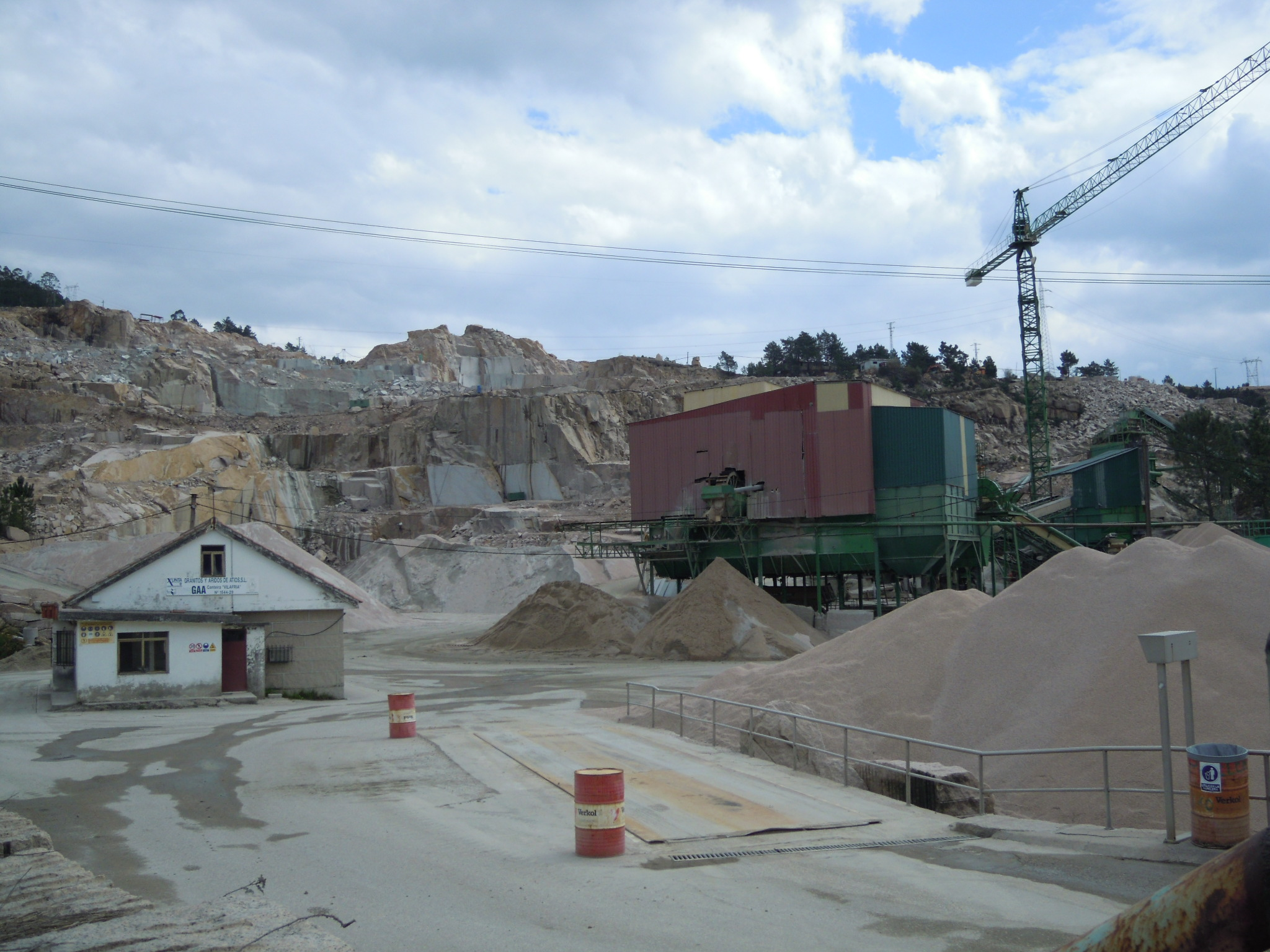
Cantera de granito Rosa Porriño.

## Lugares y parroquias
Lugares de la parroquia de Atios en el Concejo de Porriño (Pontevedra)
Alvarín | O Carballal | O Carbón | A Casilla | O Castro | As Cavadas | O Covelo | Os Eidos | Galegos | A Guía | A Insua | Liboeira | O Outeiro | A Pontenova | Portela de Souto | O Rial | A Rocha | A Torre | Vilafría | A Viñoeira